# Liste der Monuments historiques in Bruebach
Die Liste der Monuments historiques in Bruebach führt die Monuments historiques in der französischen Gemeinde Bruebach auf.

## Liste der Bauwerke
| Bezeichnung | Beschreibung                                        | Standort                | Kennzeichnung | Schutzstatus | Datum | Bild           |
| ----------- | --------------------------------------------------- | ----------------------- | ------------- | ------------ | ----- | -------------- |
| Wohnhaus    | Massivbau, bezeichnet 1574; Portal, bezeichnet 1620 | 8 rue de Landser (Lage) | PA00085355    | Inscrit      | 1986  | weitere Bilder |

## Liste der Objekte
| Bezeichnung                                        | Beschreibung                                        | Standort                                  | Kennzeichnung | Schutzstatus | Datum | Bild |
| -------------------------------------------------- | --------------------------------------------------- | ----------------------------------------- | ------------- | ------------ | ----- | ---- |
| Glocke                                             | Bronze, 1418 gegossen                               | in der Kirche St-Jacques-le-Majeur (Lage) | PM68000636    | Classé       | 1982  |      |
| Gemälde Verklärung des heiligen Jakobus der Ältere | Ölfarbe auf Leinwand, 1823, von Othmar Eusèbe Beltz | in der Kirche St-Jacques-le-Majeur (Lage) | PM68000635    | Classé       | 1982  |      |
| Skulptur Madonna mit Kind                          | Holz, farbig gefasst, um 1500                       | in der Kirche St-Jacques-le-Majeur (Lage) | PM68001035    | Inscrit      | 1984  |      |
| Tabernakel                                         | Holz, farbig gefasst, 1776                          | in der Kirche St-Jacques-le-Majeur (Lage) | PM68000637    | Classé       | 1982  |      |